# گنبد غفاریه
گنبد غفاریه در شمال غربی شهر مراغه و در کنار رودخانهٔ صوفی‌چای قرار گرفته است. این گنبد در زمان حکومت ایلخانیان و توسط سلطان ابوسعید بهادرخان ساخته شده است.

## معماری
گنبد غفاریه مانند دیگر گنبدهای مراغه بنایی است چهارگوش که بر روی تخته‌ای سنگی و دخمه‌ای استوار گشته است. در چهارسوی بنا ستون‌های آجری با نقش لوزی به چشم می‌خورد. ورودی گنبد به سمت شمال و بر هر یک از اضلاع آن دو طاق‌نما و یک حاشیه کتیبه ساخته شده است و تزیینات بنا شامل کاشی‌های رنگین سیاه و سفید و آبی آسمانی است.
سنگ‌نبشته سردر نشان از آن دارد که گنبد غفاریه در زمان ایلخانی ابوسعید بهادرخان (۷۱۶–۷۳۶ هجری قمری) ساخته شده است.

## پیشینه
وجه تسمیهٔ بنا براساس آنچه که از متون تاریخی برمی‌آید چنین است که عارفی به‌نام «نظام‌الدین احمد بن حسین‌الغفاری» در زمان فرمانروایی «سلطان یعقوب بن حسن‌بیگ آق‌قویونلو» هنگام مراجعت از حج، عمارتی در نزدیکی این بنا احداث و املاک و باغی جهت مصارف آن وقف نمود. به‌همین جهت این عمارت و بناهای وابسته و همچنین برج مزبور به‌نام وی به «غفاریه» شهرت یافت.
خطوط به کار رفته در این بنا همه ریحان بوده و کتیبه‌ای در بالای گنبد قرار دارد که متأسفانه فرسوده شده و چیزی بر روی آن معلوم نیست اما گفته می‌شود که نام مالک گنبد بر روی آن حک شده است.

## نگارخانه

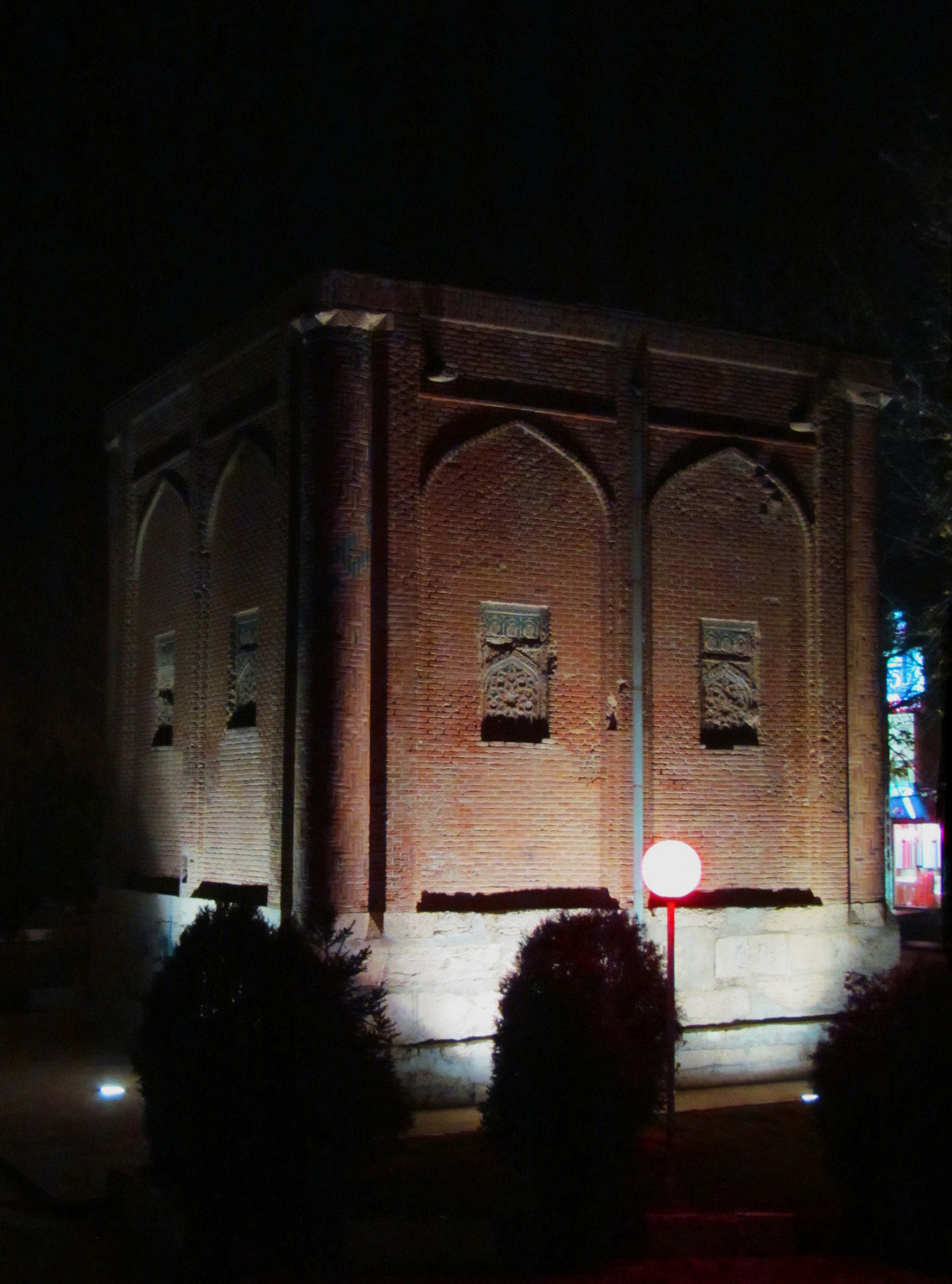
گنبد غفاریه مراغه
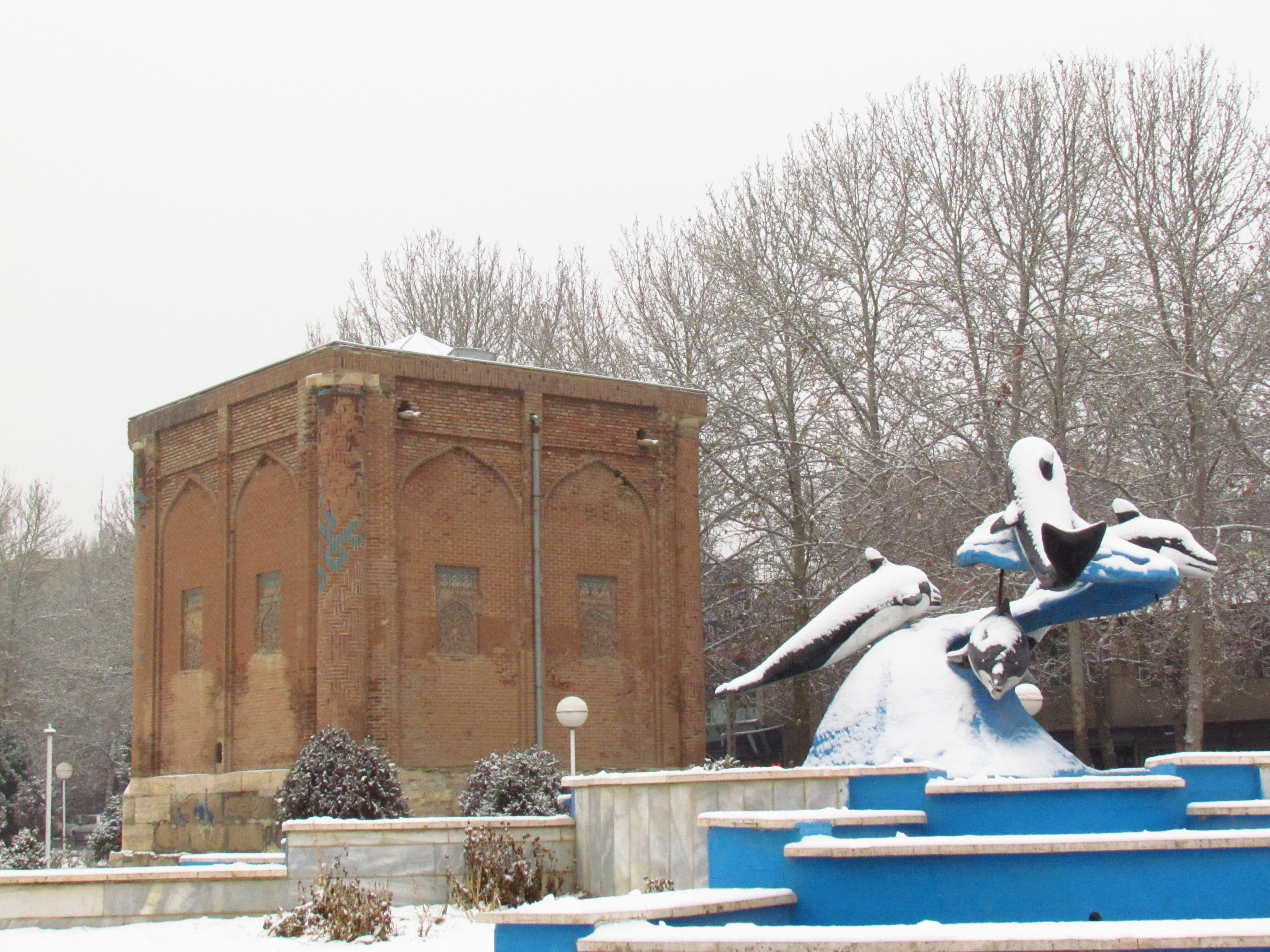
زمستان گنبد غفاریه مراغه
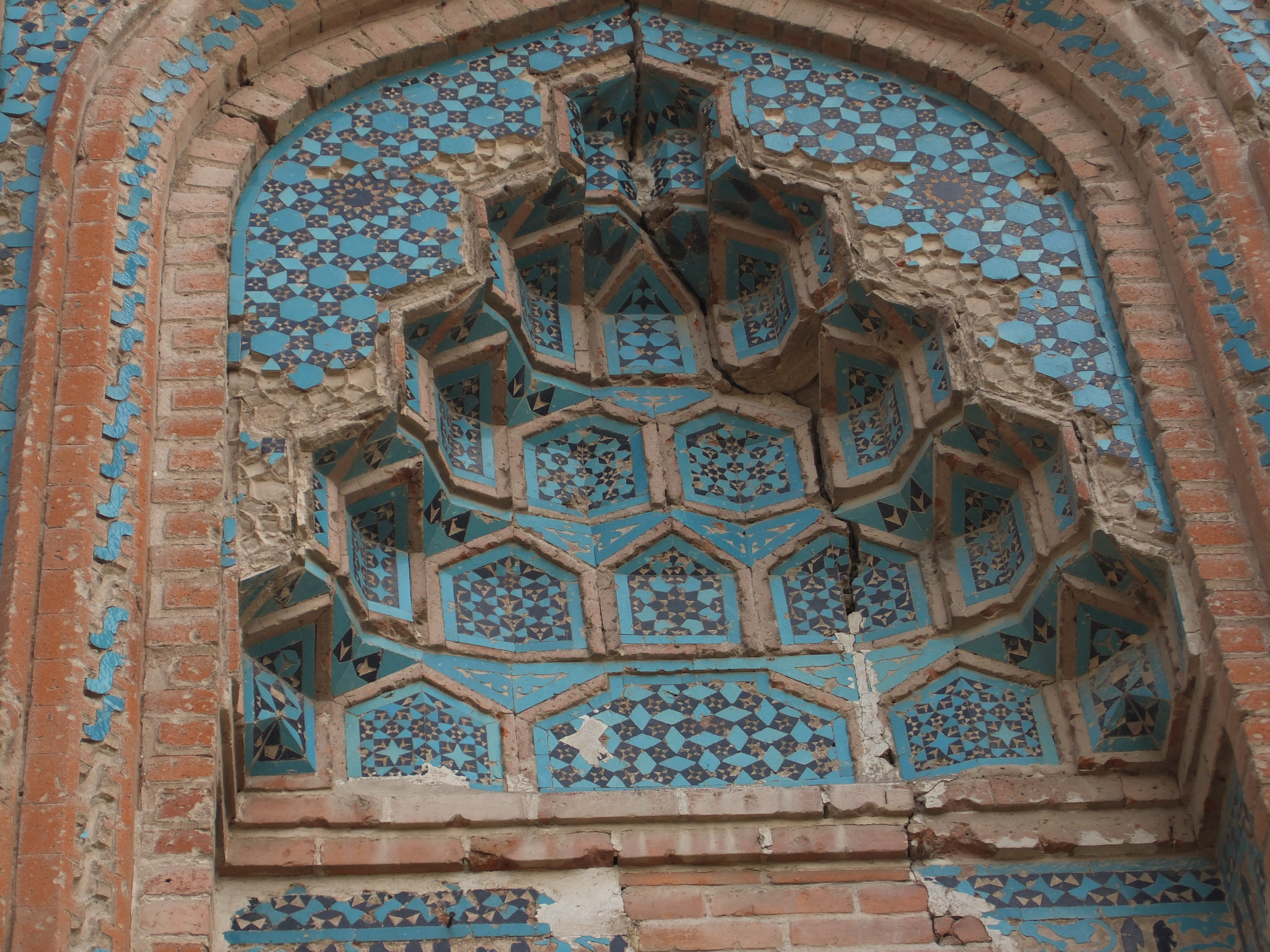
آجر کاری گنبد غفاریه مراغه
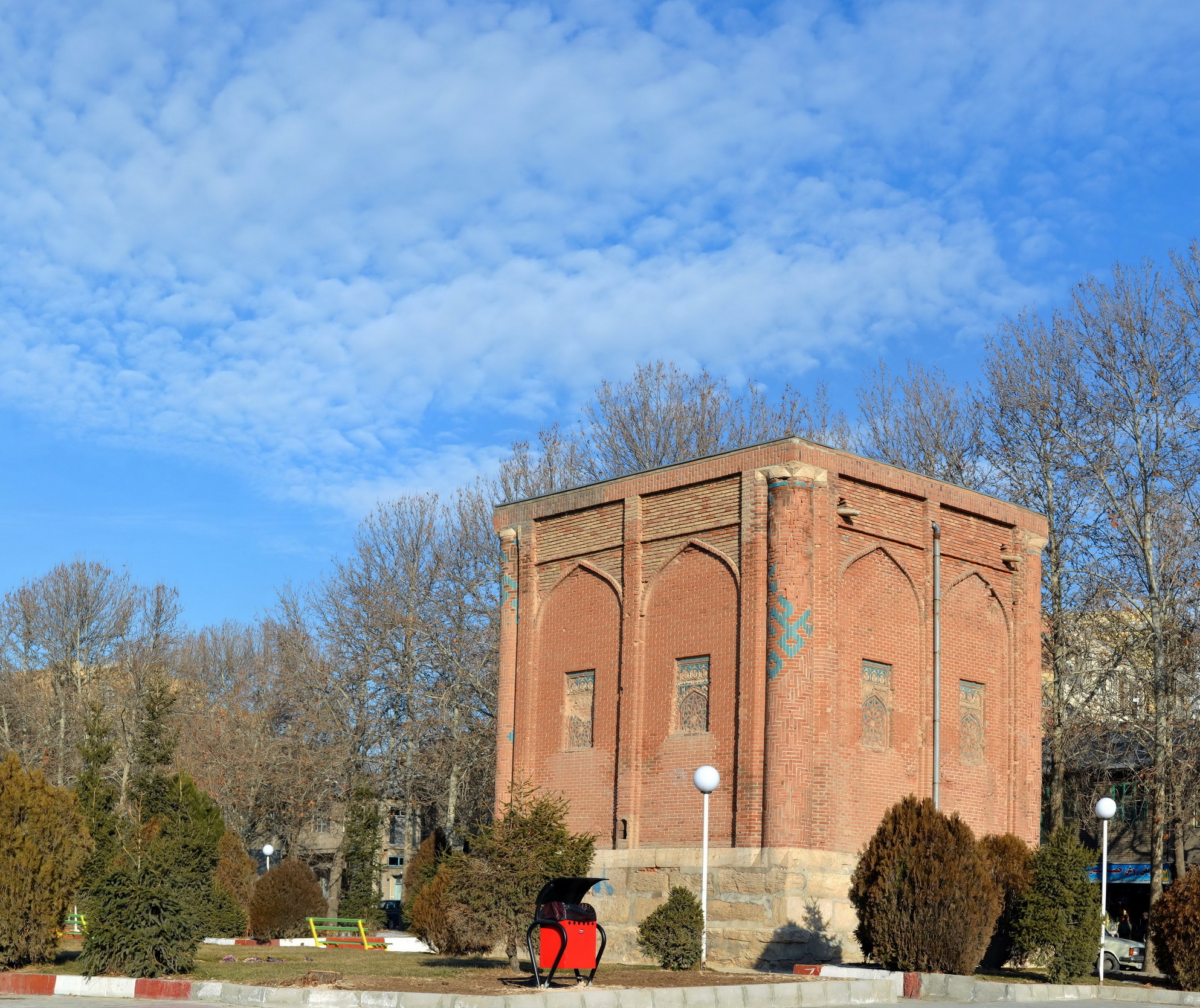
گنبد غفاریه مراغه